# Iglesia de San Martín de las Coles (Blois)
La antigua iglesia de San Martín de las Coles (Saint-Martin-aux-Choux en francés) fue una de las iglesias más importantes de la ciudad medieval de Blois, en el centro de Francia. Fundada en el siglo XIII, existió durante cinco siglos, hasta la Revolución francesa.

## Toponimia y denominación
Desde el establecimiento de un santuario religioso a partir del siglo VII, el lugar estuvo dedicado a Martín, patrón de la ciudad vecina de Tours. El mercado de verduras, construido en las proximidades de la iglesia, finalmente agregó el sufijo "de las Coles" al nombre de la misma.

## Historia

### Orígenes
Entre los siglos VI y VII, se crearon varios santuarios cristianos en Blois, entre ellos los de San Pedro (actual catedral de San Luis), San Honorato, San Leobino, la Virgen y San Martín. Las reliquias de este último fueron confiadas a los blesianos por el abad de Marmoutiers,cuyo convento fue fundado por el mismísimo Martín de Tours a finales del siglo IV.

### Construcción y evolución
En 1238, el joven conde Juan I de Blois-Châtillon, interesado en la renovación de los lugares de culto en sus tierras, encargó la construcción de una iglesia en lugar del santuario de San Martín. Aunque se encontraba justo debajo del castillo, esta permanecía bajo la jurisdicción de la abadía de Nuestra Señora de Burgo Mediano. Según la tradición, también se estableció un cementerio al sur y al oeste del edificio.
Era convención que el párroco de San Martín fuera nombrado por el abad de Burgo Mediano entre los fieles de la abadía de Nuestra Señora.El párroco de San Martín también estaba a cargo de distribuir los santos óleos a sus homólogos del arciprestazgo (equivalente a la diócesis de Blois antes de su independencia de Chartres en 1697).Sin embargo, algunas ceremonias, como los bautismos, solo se celebraban dentro de la abadía.
A finales del siglo XIV, la iglesia se convirtió en la principal de la ciudad baja, en reemplazo de la iglesia de San Gervasio cedida a los Jacobinos. Gracias a una bula en 1518, los fieles obtuvieron del papa León X indulgencias plenarias para quienes visitaran la iglesia,lo que fomentó la afluencia de peregrinos de la ruta de Tours de los caminos de Santiago, que hasta entonces se concentraban en la iglesia de San Saturnino en Viena.
En 1697, la iglesia pasó naturalmente al obispado de Blois con la elevación de la catedral de San Luis.

### Demolición y legado
Ya en 1783, el ayuntamiento de Pierre Boucherat estaba considerando la demolición de la iglesia, pero la oposición de los feligreses era demasiado fuerte.
Después de la Revolución de 1789, acompañada del deseo de los revolucionarios de privar a la iglesia de sus bienes, la iglesia fue finalmente demolida en 1791 durante el mandato del primer alcalde electo de Blois, Henri Petit de Villanteuil. Vendida en varias partes junto con el hotel du Petit Louvre, el edificio principal fue adquirido, desmantelado y luego convertido en viviendas por el carpintero Guillon.La parroquia de San Martín, que cubría una pequeña porción del centro de la ciudad, se unió, junto con San Salvador, a la parroquia de San Nicolás.
En el mismo periodo, los actuales Grands degrés du Château fueron perforados entre 1806 y 1807, permitiendo finalmente un acceso más directo entre la plaza del Castillo y el Burgo Mediano.
Después de los bombardeos de la Segunda Guerra Mundial que devastaron precisamente el Burgo Mediano, se erigió una fuente de San Martín en el lugar de la antigua iglesia, reutilizando una antigua gárgola.
Hoy en día, una placa conmemorativa recuerda su existencia en las «Grandes escaleras del castillo», llamadas Grands degrés du Château en francés.